# استان مالایتا
استان مالایتا (به لاتین: Malaita Province) یک تقسیمات کشوری یک کشور در جزایر سلیمان است که در جزایر سلیمان واقع شده‌است.

## خصوصیات
استان مالایتا ۴٬۲۲۵ کیلومترمربع مساحت و ۱۳۷٬۵۹۶ نفر جمعیت دارد.